# Djurmo
Djurmo är en ort i Gagnefs kommun. Den ligger mellan Dalälven och Djurmo klack, cirka 4 kilometer öster om centrala Djurås. Genom orten går Dalabanan och Riksväg 70. Orten räknades till 2015 som en egen tätort men växte då samman med tätorten Djurås.
I Djurmo finns skola (årskurserna 1-6), förskola, idrottsplatser, elljusspår, badplatser, 

## Befolkningsutveckling
| Befolkningsutvecklingen i Djurmo 1960–2010 | Befolkningsutvecklingen i Djurmo 1960–2010 | Befolkningsutvecklingen i Djurmo 1960–2010 | Befolkningsutvecklingen i Djurmo 1960–2010 | Befolkningsutvecklingen i Djurmo 1960–2010 |
| ------------------------------------------ | ------------------------------------------ | ------------------------------------------ | ------------------------------------------ | ------------------------------------------ |
|                                            |                                            |                                            |                                            |                                            |
| År                                         |                                            |                                            | Folkmängd                                  | Areal (ha)                                 |
| 1960                                       | 1960                                       |                                            | 345                                        |                                            |
| 1965                                       | 1965                                       |                                            | 356                                        |                                            |
| 1970                                       | 1970                                       |                                            | 446                                        |                                            |
| 1975                                       | 1975                                       |                                            | 706                                        |                                            |
| 1980                                       | 1980                                       |                                            | 694                                        |                                            |
| 1990                                       | 1990                                       |                                            | 671                                        | 91                                         |
| 1995                                       | 1995                                       |                                            | 704                                        | 91                                         |
| 2000                                       | 2000                                       |                                            | 682                                        | 91                                         |
| 2005                                       | 2005                                       |                                            | 689                                        | 91                                         |
| 2010                                       | 2010                                       |                                            | 711                                        | 92                                         |
| Anm.: växte samman med Djurås 2015         |                                            |                                            |                                            |                                            |